# Chostonectes gigas
Chostonectes gigas är en skalbaggsart som först beskrevs av Karl Henrik Boheman 1858.  Chostonectes gigas ingår i släktet Chostonectes och familjen dykare. Inga underarter finns listade i Catalogue of Life.